# Plaza Norte 2

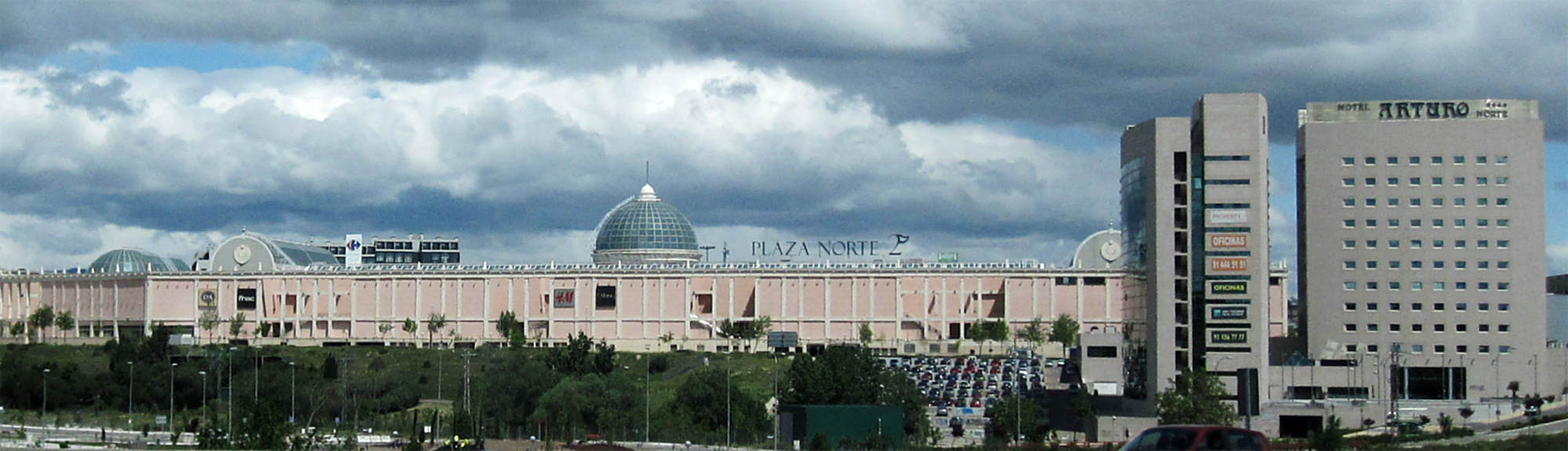
Plaza Norte 2 sett från A-1

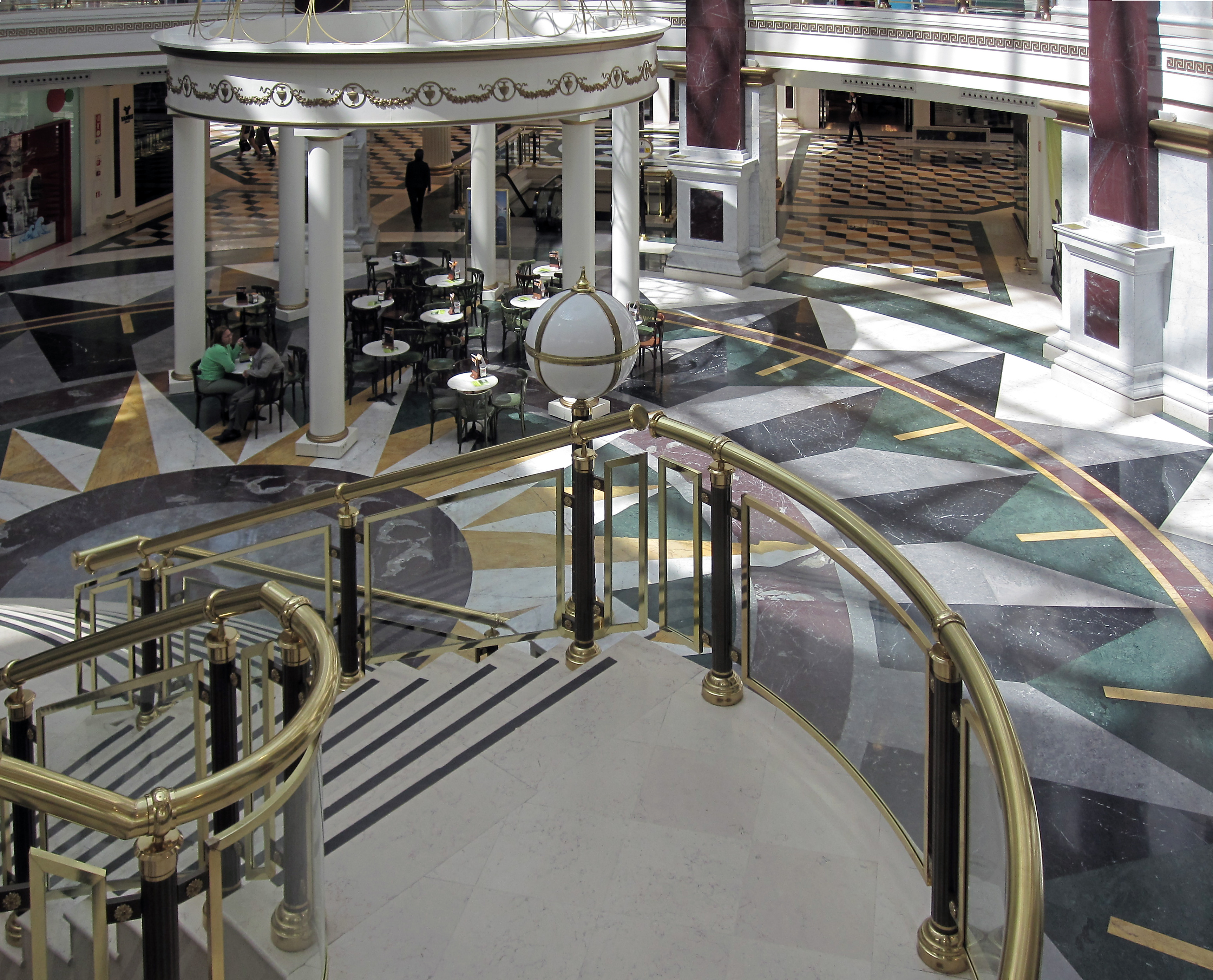
En av trapporna mellan de två planen

Plaza Norte 2 är ett stort shoppingcenter som ligger i San Sebastián de los Reyes i Madrid. Det ligger i det stora affärsområdet Megapark, tillsammans med kedjor som IKEA, Carrefour och Media Markt, på ett avstånd av ungefär 18 kilometer längs A-1  från Madrid. Det kallas också för "Kupolen i Madrid" (Cúpola de Madrid). Det har två våningar och rymmer över 200 butiker (bland annat kläder, heminredning och smycken) och 25 restauranger och 14 biografer.

## Konstruktion
Projektet genomfördes av ett arkitektföretag i London, Chapman Taylor Partners.
Av byggnadens inredning, luftig och mycket utsmyckad, märks inflytandet från sextonhundratalets Venedig. Lampor i venetiansk stil, obelisker täckta med lapis lazuli, malakit, onyx och porfyr, skivor av marmor etc.
Byggnaden har en yta av 147 920 m². Det mest slående och mest spektakulära av hela komplexet är den gigantiska kupolen, 35 meter hög, i mitten kroppen av byggnaden, som sammanfogar byggnadens fyra skepp.

## Drift
Köpcentret drivs av SCCE (Sociedad de Centros Comerciales de España)

## Teknisk information
- Byggd area: 2 147 920 m2
- Uthyrd yta (brutto): 51 557 m2
- Galleria inkl tekniska anläggningar: 27 272 m2
- Biografer: 14 st
- Affärslokaler: 225 st
- Garageplatser: 6 800